# Verwaltungsgemeinschaft Kirchheim (Unterfranken)
In der Verwaltungsgemeinschaft Kirchheim im unterfränkischen Landkreis Würzburg haben sich folgende Gemeinden zur Erledigung ihrer Verwaltungsgeschäfte zusammengeschlossen:
1. Geroldshausen, 1369 Einwohner, 10,39 km²
2. Kirchheim, 2301 Einwohner, 18,98 km²

Der Sitz der Verwaltungsgemeinschaft ist in Kirchheim, Vorsitzender ist Björn Jungbauer (CSU), 1. Bürgermeister der Gemeinde Kirchheim.
Die Verwaltungsgemeinschaft plant derzeit den Bau eines interkommunalen Bauhofs für die beiden angeschlossenen Gemeinden.
Als drittes Mitglied gehörte von der Gründung bis 31. Dezember 1989 die Gemeinde Kleinrinderfeld der Verwaltungsgemeinschaft an.